# Power metal
A power metal a heavy metal zene egyik alfaja. A megnevezés vita tárgya lehet, mivel a power metal két különböző rokon stílusra utalhat: az egyik az észak-amerikai, a másik a főleg német és skandináv területen létrejött power metal.

## Amerikai power metal
Az amerikai  power metal a korai ’80-as években keletkezett, a brit heavy metal új hullámánál (New Wave of British Heavy Metal, például: Iron Maiden és Judas Priest) gyorsabb és agresszívabb stílus. A stílus alapítói között szerepel a Metal Church, a Savatage, a Jag Panzer és a Manowar. Egyesek szerint az amerikai Iced Earth és Nevermore is ebbe a kategóriába tartozik, mások ezt vitatják.

## Európai power metal
Az 1980-as évek elején kezdődött a német Accept együttessel, akik új stílust hoztak létre a Judas Priest-szerű riffek, az AC/DC stílusú vokál és a német nép- és komolyzenéből vett elemekkel. Jellemzőek voltak az eposzi, győzedelmes és fogós dallamok mind a gitár-, mind az énektémákra, miközben a tempó hihetetlenül gyors maradt. Jellemzőek továbbá a hosszú és technikás gitárszólók is. A Breaker és a Fast as a Shark című Accept-dalokat tartják az első európai power metal műveknek.
Az 1980-as évek közepén feltűnő együttesek, mint a német Helloween, tették a power metalt dallamosabbá. A Keeper of the Seven Keys, Part 1 (1987) és a Keeper of the Seven Keys, Part 2 (1988) Helloween albumok azóta is a műfaj mérföldköveinek számítanak. Ebben az időben terjedt el Európa- és világszerte a "happy metal", bár az  Egyesült Államok-ban sosem lett népszerű.
Mostanában számos power metal együttes cseréli le ezt a „happy-metal” hangzást egy sokkal eposziasabb megszólalásra, de megtartva a power metal többi jellemzőit. Több együttes is vegyíti a klasszikus power metalt a nagyzenekari hangszereléssel (Blind Guardian, Rhapsody of Fire, Angra , Sabaton stb.).

## Zenei jellemzők
A mai power metal az eposzi hangzásra helyezi a hangsúlyt, általában igen gyors, a dallamok fogósak, fülbemászóak. Amíg a legtöbb rock dalszöveg a valós világra koncentrál – személyes tapasztalatok, történelmi ellentétek, társadalmi témák stb. –, addig a power metal dalok főleg science fiction, mitológiai vagy fantasy témájúak, általánosságban optimisták a dalszövegek
A power metalra a „tiszta”, képzett énekhang a jellemző, ellentétben például a death metallal. Andre Matos (Angra), Bruce Dickinson (Iron Maiden) és Rob Halford (Judas Priest) hagyományait követve a power metal énekesek jellemzően a magas regiszterekben énekelnek, nem ritkán falsettóban. Mivel az énekhangnak elsődleges szerepe van, az énekesek a koncertek alkalmával általában nem játszanak más hangszeren, pl. gitáron, ahogy az más metalműfajoknál előfordul.
A power metal gitárosok és basszusgitárosok általában igen gyorsan játszanak, de ehhez képest lassan váltanak akkordot. Gyors és technikás gitárszólók nélkül nincs power metal koncert vagy album. A power metal dobosok általában dupla lábdobot használnak a nagyon gyors tempó miatt, gyakran tizenhatodok sorát hallhatjuk, miközben a pergőn megnyomják a második és a negyedik ütemet. Ez a monoton, egysíkú formula meglepően általános és gyakori. Számos együttes alkalmaz billentyűst, sőt szimfonikus elemek is feltűnhetnek.
A power metal leginkább Európában, Japánban, és néhány dél-amerikai országban népszerű, és úgy tűnik, hogy talán néhány észak-amerikai területen is elfogadottabbá válik.

## Külső hivatkozások
- Stíluskalauz klipekben: Az amerikai power metal
- Stíluskalauz klipekben: Az európai speed-power metal
- Power metal együttesek listája a Metal Archives honlapon (angolul)